# Calliphora varifrons
Calliphora varifrons är en tvåvingeart som beskrevs av Malloch 1932. Calliphora varifrons ingår i släktet Calliphora och familjen spyflugor. Inga underarter finns listade i Catalogue of Life.